# Піч Гобо

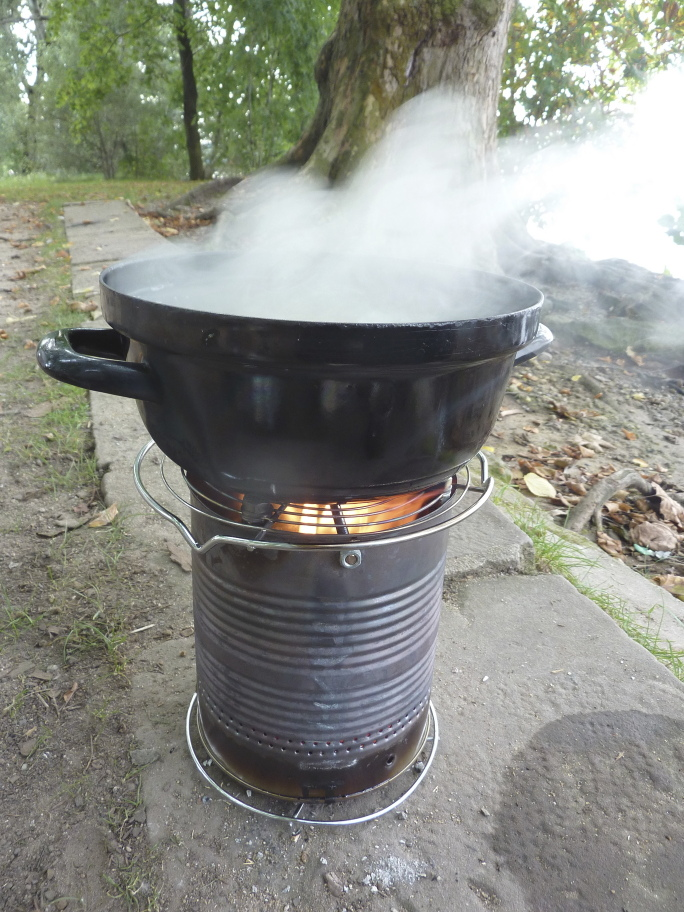
Піч Гобо у використанні

Піч Гобо — це імпровізована піч для обігріву та приготування їжі, яка використовується в ситуаціях виживання туристами, учасниками революцій, людьми, що зазнали стихійного лиха, бродягами (Гобо), волоцюгами та безпритульними людьми. За принципом дії вона схожа на піч щепочницю. Печі Гобо можна використовувати для кип'ятіння води з метою її очищення під час відключення електроенергії та в інших ситуаціях виживання, і можуть використовуватися для приготування їжі на відкритому повітрі .

## Конструкція та використання

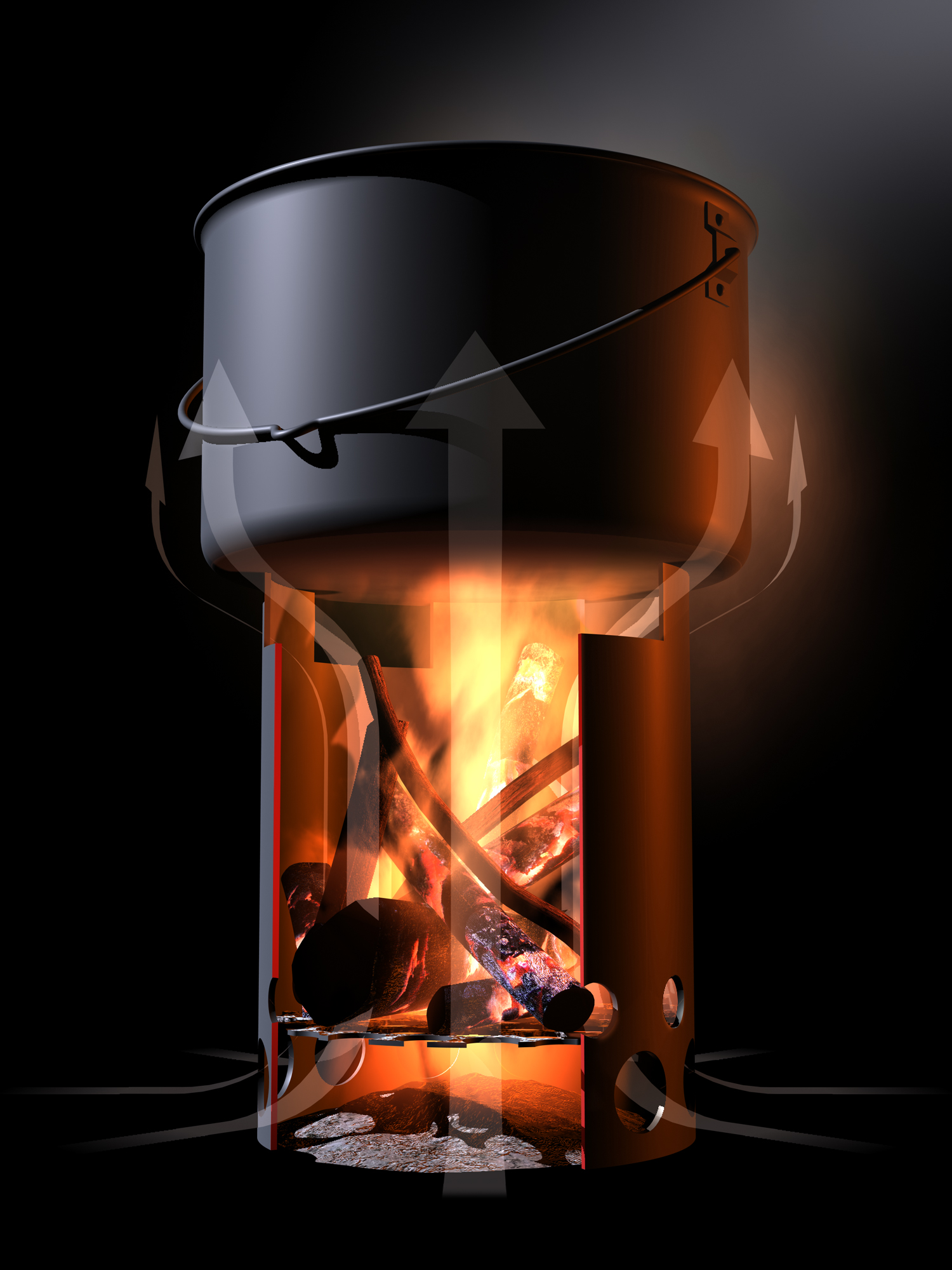
Конвекція тепла в Печі Гобо (принцип дії)

Цю піч можна зробити із звичайної жерстяної банки будь-якого розміру, видаливши верхню частину банки, зробивши кілька маленьких отворів біля верхнього краю та більший отвір збоку банки біля дна для дров та повітря. Дно банки зазвичай залишають на місці, оскільки це забезпечує міцність конструкції печі та мінімізує поширення вогню на горючий матеріал на землі. Паливо поміщається в середину печі і підпалюється. Конвекція втягує повітря через нижній/боковий отвір, а тепло виходить із верхнього. Зверху можна поставити посуд для розігріву. Нижній/боковий отвір може бути спрямований у бік вітру для отримання додаткового тепла або може бути частково закритий, якщо вогонь занадто великий.
Основна перевага печі Гобо — це простота конструкції та універсальність. Сама піч може бути виготовлена з різних матеріалів: найчастіше для цього використовуються банки з-під фарби, кавники, консервні банки, відра, а також великі металеві бочки. Додаткова гнучкість полягає в тому, що як джерело палива можна використовувати майже будь-що горюче. Типовим паливом є сухі гілки та маленькі соснові шишки. Також можливе використання висушеного гною тварин. Використання пальника Buddy Burner дозволяє використовувати рідке паливо, як спирт, гас або віск .

### Застереження та рекомендації щодо використання
Деякі типи банок можуть мати внутрішнє покриття, що містить такі хімікати, як бісфенол А (BPA). Повторне використання контейнерів, які спочатку містили фарби та інші типи хімікатів, може бути шкідливим для здоров'я користувача, якщо контейнер не буде належним чином очищений і знезаражений.
Слід бути обережним при виборі палива для печі. Сухі гілки та інше природне паливо можуть мати низький ризик, але використання інших матеріалів, таких як пиломатеріали, оброблені під тиском (Консервація лісоматеріалів), може призвести до впливу різних видів канцерогенів .